# Дребах
Дребах (нім. Drebach) — громада в Німеччині, розташована в землі Саксонія. Входить до складу району Рудні Гори.
Площа — 32,74 км2. Населення становить 5080 ос. (станом на 31 грудня 2020).